# Albin (TV-serie)
Albin är ett svenskt barnprogram från 1976 baserad på Ulf Löfgrens barnboksserie med samma namn. Berättarrösten tillhör Arne Weise.

## Handling
Albin är en pojke med grönprickig mössa som en dag blir vän med gubbarna Ferdinand och farbror Ludvig och Ferdinands papegoja Ottilia. Tillsammans upplever de alla möjliga äventyr.

## Om serien

### Sändningar
Serien producerades i 13 avsnitt, men av okända skäl sändes enbart 10 av avsnitten sommaren 1976.
De tre senare avsnitten kom dock att visas vid senare repriseringar, exempelvis avsnitten Albin och Papperslasse och Albin lever ett stillsamt liv visades första gången 1981 då serien visades i repris första gången. Dessa visades efter att de tidigare 10 avsnitten visats innan. Vid den andra repriseringen 1986 hade det sistnämnda avsnittet bytts ut mot Albin och cirkushunden Elof.

### Mottagande
Serien fick positiva recensioner i pressen. Framför allt fick Arne Weise beröm som berättarrösten.

### Utgivningar
Hela serien gavs ut på DVD 2008.

## Avsnitt
1. Albin, farbror Ludvig och Ferdinand, sänd 9 juni 1976[10]
2. Albin och det märkvärdiga paraplyet, sänd 16 juni 1976[11]
3. Albins cykeltur, sänd 23 juni 1976[12]
4. Albin och den besvärliga kängurun, sänd 30 juni 1976[13]
5. Albin och trollstaven, sänd 7 juli 1976[14]
6. Albin åker racerbuss, sänd 14 juli 1976[15]
7. Albin och den konstiga brevlådan, sänd 21 juli 1976[16]
8. Albin odlar grönsaker, sänd 28 juli 1976[17]
9. Albin och önskebrunnen, sänd 4 augusti 1976[18]
10. Albin och semesterbilen, sänd 11 augusti 1976[19]
11. Albin och Papperslasse, sänd 10 december 1981[20]
12. Albin lever ett stillsamt liv, sänd 17 december 1981[21]
13. Albin och cirkushunden Elof, sänd 4 juni 1986[22]